# Macrophoma phlei
Macrophoma phlei är en svampart som beskrevs av Tehon & G.L. Stout 1929. Macrophoma phlei ingår i släktet Macrophoma och familjen Botryosphaeriaceae.   Inga underarter finns listade i Catalogue of Life.